# 136gy busz (Budapest)
A budapesti 136-os (gyors 136-os) jelzésű autóbusz Kőbánya-Kispest és a Havanna utcai lakótelep között közlekedett. A vonalat a Budapesti Közlekedési Zrt. üzemeltette.

## Története
Az M3-as metró Kőbánya-Kispestig tartó szakaszának átadásakor átalakult a felszíni közlekedés, ezért 1980. március 31-én új gyorsjárat indult a metró déli végállomása és a XVIII. kerületi KISZ-lakótelep között 136-os jelzéssel. 1980. szeptember 1-jétől teljes üzemidőben, csúcsidőszakon kívül és vasárnap is közlekedett. A 2008-as paraméterkönyv bevezetésének második ütemében, szeptember 6-án jelzése 136E-re változott, és új megállót kapott az Üllői úton az Árpád utcánál.

## Útvonala
| Kőbánya-Kispest → Havanna utcai lakótelep → Kőbánya-Kispest |
| --- |
| Kőbánya-Kispest vá. – Szabó Ervin utca – Kossuth tér – Üllői út – Margó Tivadar utca – Kinizsi Pál utca – Barta Lajos utca – Csapó utca – Darányi Ignác utca – Üllői út – Simonyi Zsigmond utca – Bartók Béla utca – Szabó Ervin utca – Kőbánya-Kispest vá. |

## Megállóhelyei
| 0  | 0  | Kőbánya-Kispest végállomás                                          |                                                                     | |
| 7  | 7  | Margó Tivadar utca                                                  | 93 50                                                               | 93 50 |
| 8  | 8  | Havanna utca                                                        |                                                                     | |
| 9  | 9  | Baross utca                                                         | 36, 136                                                             | 19, 36 |
| 11 | 11 | Fiatalság utca                                                      | 36, 136                                                             | 19, 36 |
| ∫  | 12 | Barta Lajos utca                                                    | Nem érintette                                                       | 36 |
| ∫  | 13 | Kondor Béla sétány                                                  | Nem érintette                                                       | |
| 13 | ∫  | Karton utca                                                         |                                                                     | Nem érintette                                                                                                   |
| 14 | 14 | Vörösmarty Mihály utca (korábban: Csapó utca)                       | 36                                                                  | 36 |
| 16 | 16 | Dembinszky utca                                                     |                                                                     | |
| 18 | 18 | Bethlen utca                                                        | 93 50                                                               | 93 50 |
| 25 | 25 | Kőbánya-Kispest (korábban: Kőbánya-Kispest, MÁV-állomás) végállomás | 35, 48, 51, 68, 85, 93, 93, 98, 135 Helyközi buszok Kőbánya-Kispest | 48, 51, 68, 85, 85, 93, 98, 98, 151, 182, 184, 193E, 200, 282E, 284E, Keresztúr Helyközi buszok Kőbánya-Kispest |